# Kia Stinger
Kia Stinger – samochód osobowy klasy średniej produkowany pod południowokoreańską marką Kia w latach 2017–2023.

## Historia i opis modelu

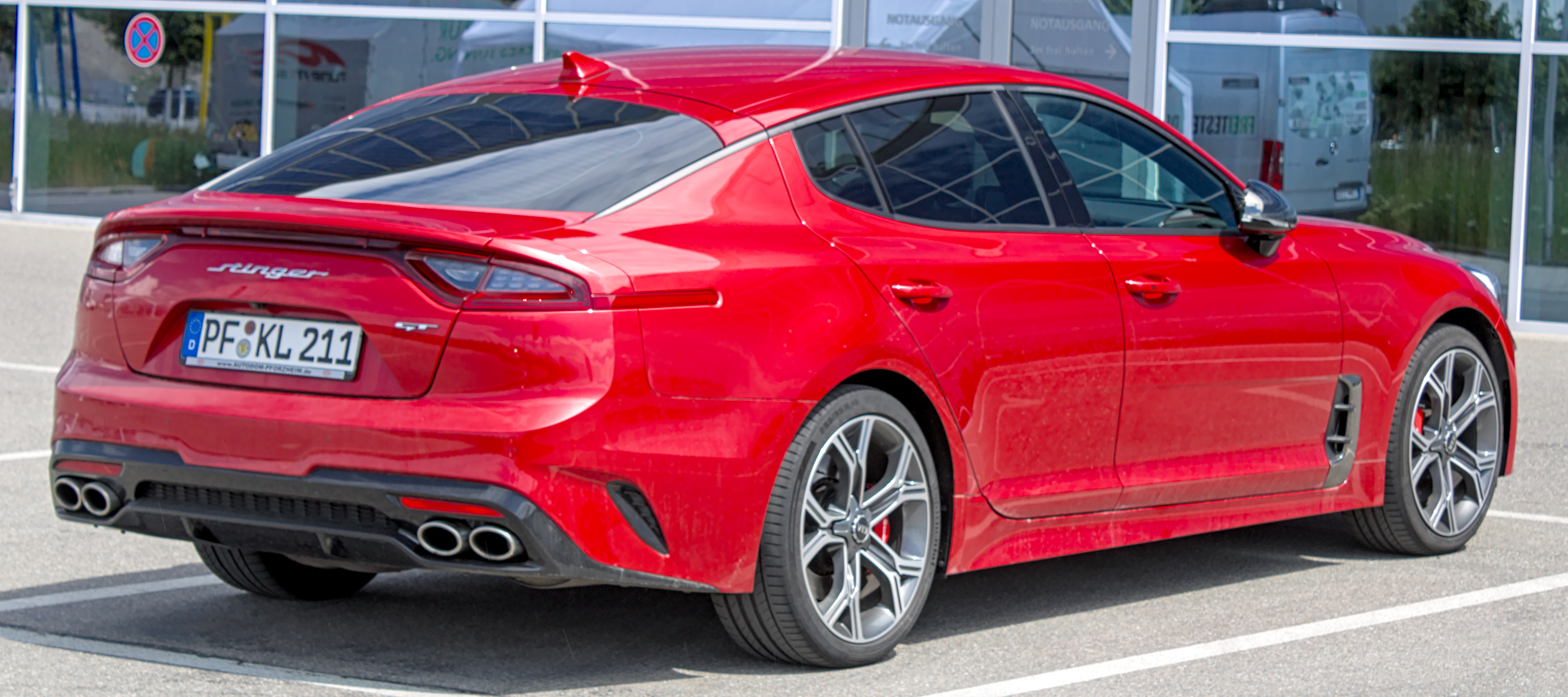
Kia Stinger – tył

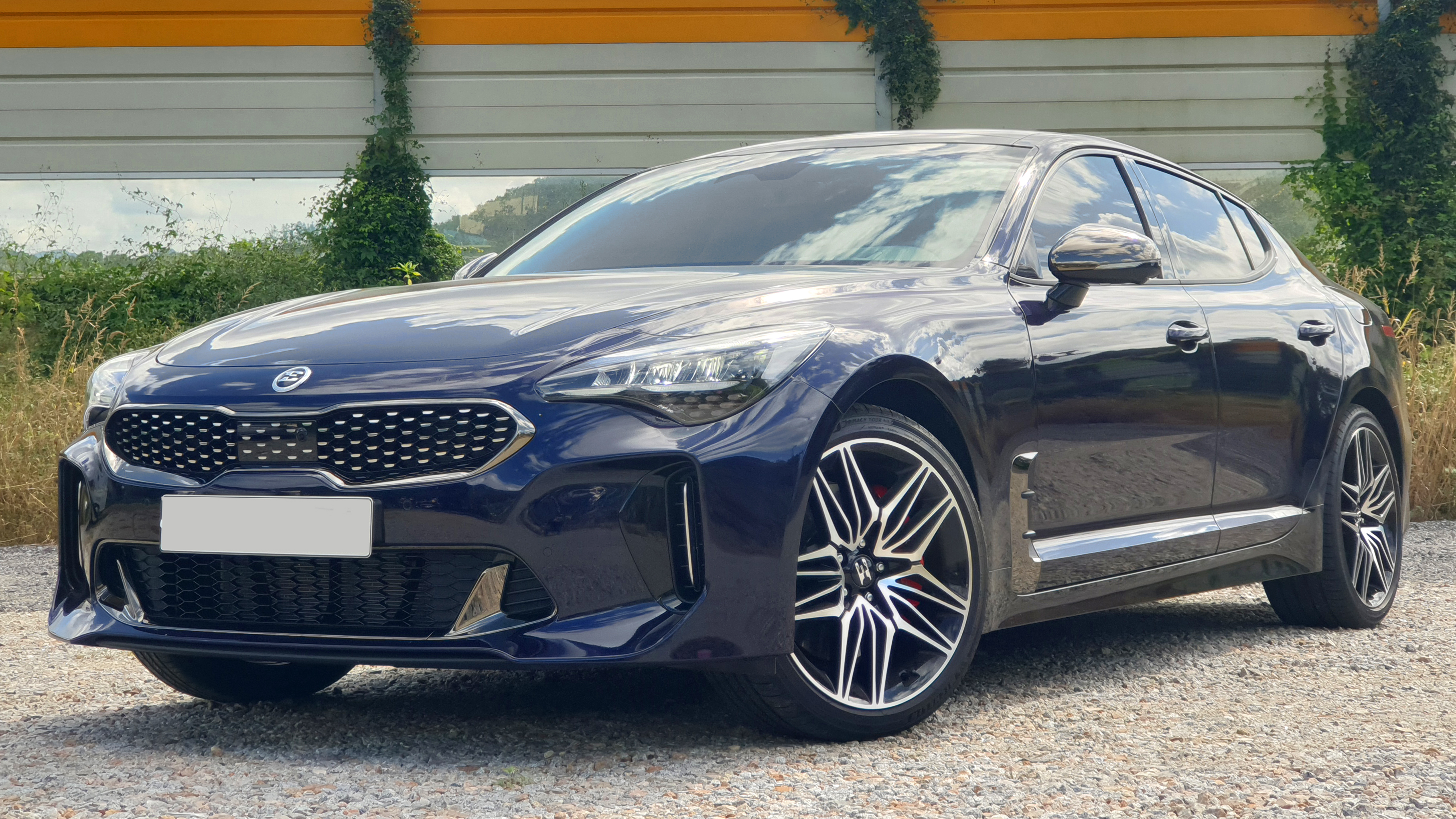
Kia Stinger po liftingu

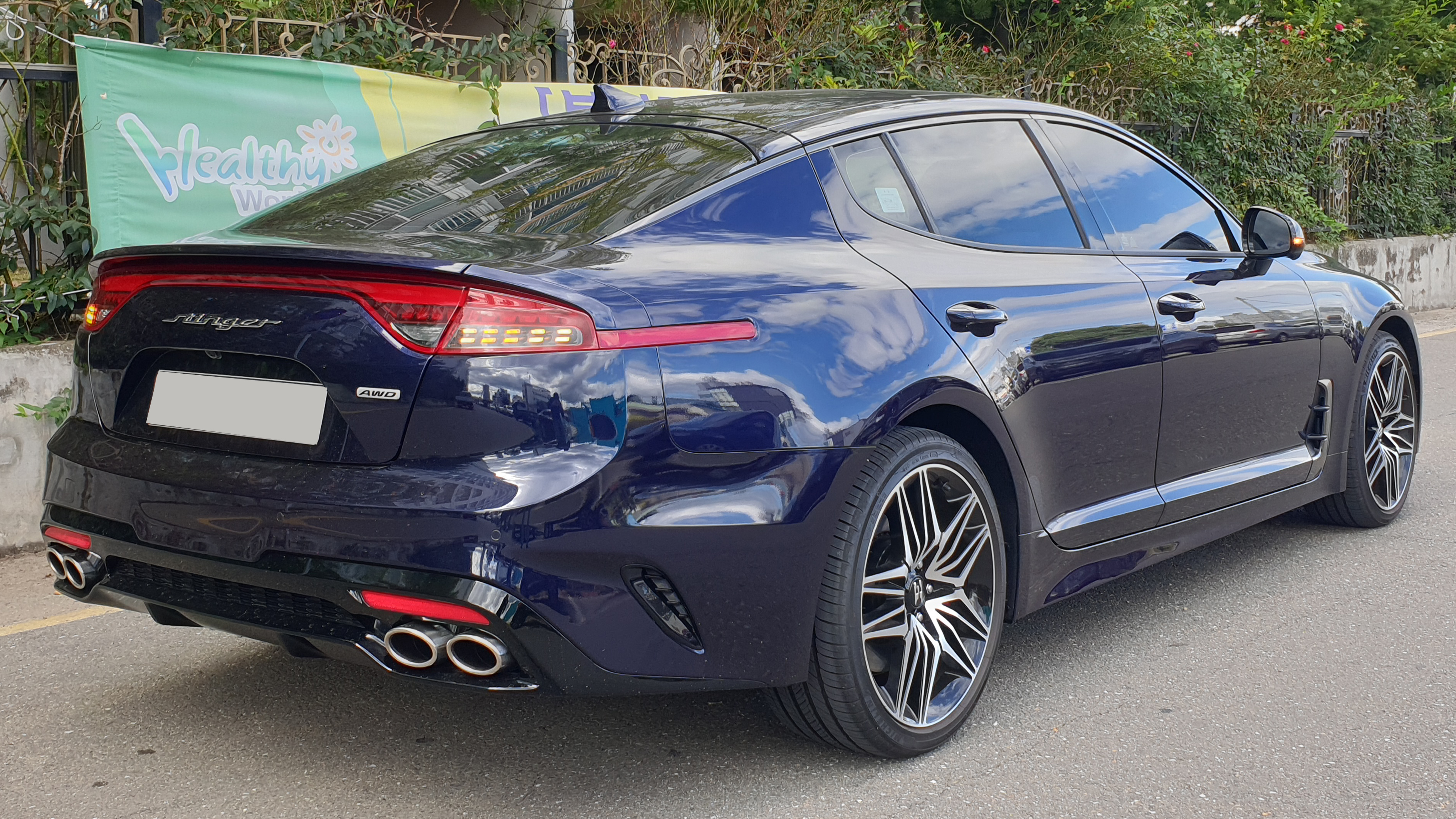
Kia Stinger – tył po liftingu

Samochód został po raz pierwszy oficjalnie zaprezentowany podczas targów motoryzacyjnych w Detroit w styczniu 2017 roku. Auto bazuje na zaprezentowanym w 2011 roku podczas targów motoryzacyjnych we Frankfurcie samochodzie koncepcyjnym Kia GT. Pojazd został zaprojektowany w europejskim studiu stylistów marki kierowanym przez Petera Schreyera. Stinger zbudowany został na bazie płyty podłogowej wykorzystanej do budowy modelu Genesis G70.
Samochód nawiązuje stylistycznie do pojazdów Gran Turismo. Przednia część pojazdu wyróżnia się m.in. pionowymi otworami w zderzaku, które mają dostarczać powietrza do chłodzenia układu hamulcowego marki Brembo, a także dwoma małymi wlotami powietrza na pokrywie silnika. Ostro zakończona tylna bryła karoserii wyposażona została w cztery owalne końcówki układu wydechowego oraz dyfuzor.
Układ jezdny pojazdu zaprojektowany został przez Alberta Biermanna, który wcześniej opracowywał pojazdy serii M dla BMW. Wersja z napędem na tylną oś wyposażona została standardowo w mechaniczny mechanizm różnicowy o ograniczonym poślizgu. Wersje z napędem na cztery koła otrzymały system dynamicznego rozdziału momentu obrotowego między kołami – Torque Vectoring, który monitoruje przyczepność poszczególnych kół, i w zależności od potrzeby automatycznie dostosowuje wielkość momentu obrotowego, które trafia do każdego z kół.

### Stinger GT
Topowa wersja GT posiada silnik V6 o pojemności 3,3 l i mocy 370 KM (przed GPF) lub 366 (z GPF). Moment obrotowy wynosi 510 Nm. Auto wyposażone jest w napęd na cztery koła (choć na innych rynkach Stinger GT może posiadać napęd na oś tylną). Przyspieszenie od 0 do 100 km/h wynosi 5,5 sekundy (według producenta), lecz według pomiarów przyspieszenie wynosi mniej niż 5 s. Prędkość maksymalna to ponad 260 km/h. Auto w wersji GT jest wyposażone m.in. w: podgrzewane przednie fotele (w opcji również tylne fotele mogą być podgrzewane), sportowe felgi, klimatyzację, wloty i wyloty powietrza umieszczone w zderzakach oraz przednich błotnikach, podgrzewaną kierownicę, elektrycznie otwieraną klapę bagażnika, czarną skórzaną tapicerkę (w opcji tapicerka może mieć kolor np.: czerwony) i tunel środkowy wykończony aluminium. W opcji Stinger GT może posiadać m.in. sportowy wydech wykonany przez firmę MG Motorsport i przeszklony dach.

### Stinger GTS
W kwietniu 2019 roku podczas targów motoryzacyjnych w Nowym Jorku zaprezentowano limitowaną wersję GTS, która bazuje na topowej odmianie GT. Wyprodukowanych ma zostać jedynie 800 egzemplarzy wersji GTS. Charakterystycznymi cechami tej wersji mają być m.in. pomarańczowy kolor nadwozia oraz elementy wykonane z tworzywa sztucznego. Do wyboru klientów będzie napęd na tylną lub obie osie pojazdu. Wersja z napędem na cztery koła wyposażona została dodatkowo w szperę oraz tryb jazdy „drift”.

### Lifting
W 2020 roku samochód przeszedł restylizację nadwozia. Wprowadzono m.in. nowe światła do jazdy dziennej, światła tylne połączone świetlistym pasem, poprawiono materiały wykończeniowe wnętrza, wprowadzono wyświetlacz multimediów o przekątnej 10,25 cala, wprowadzono także ambientowe podświetlenie wnętrza. Zmiany mają także objąć m.in. gamę silnikową, czy też nowe systemy asystujące kierowcę.

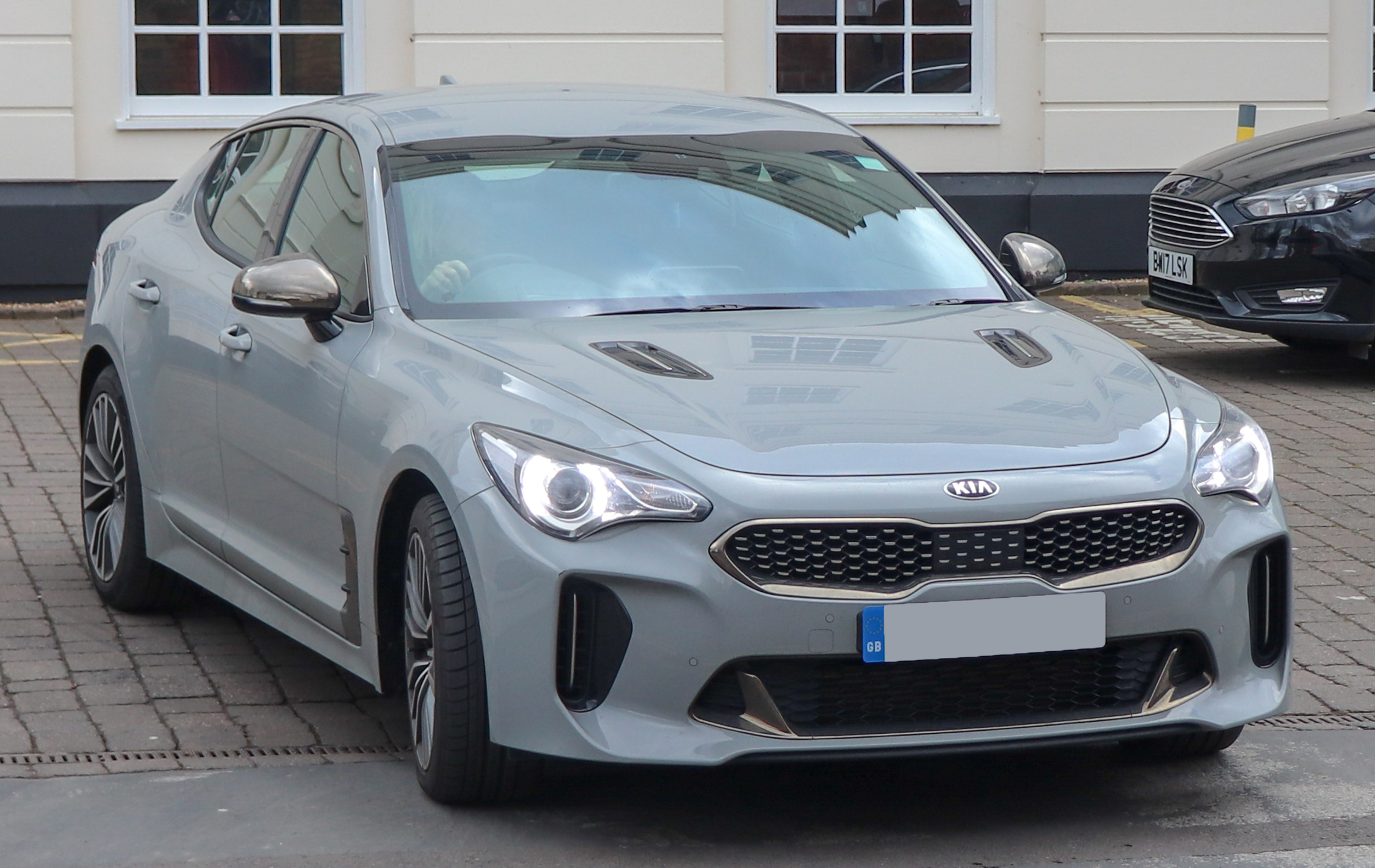
Kia Stinger GT Line

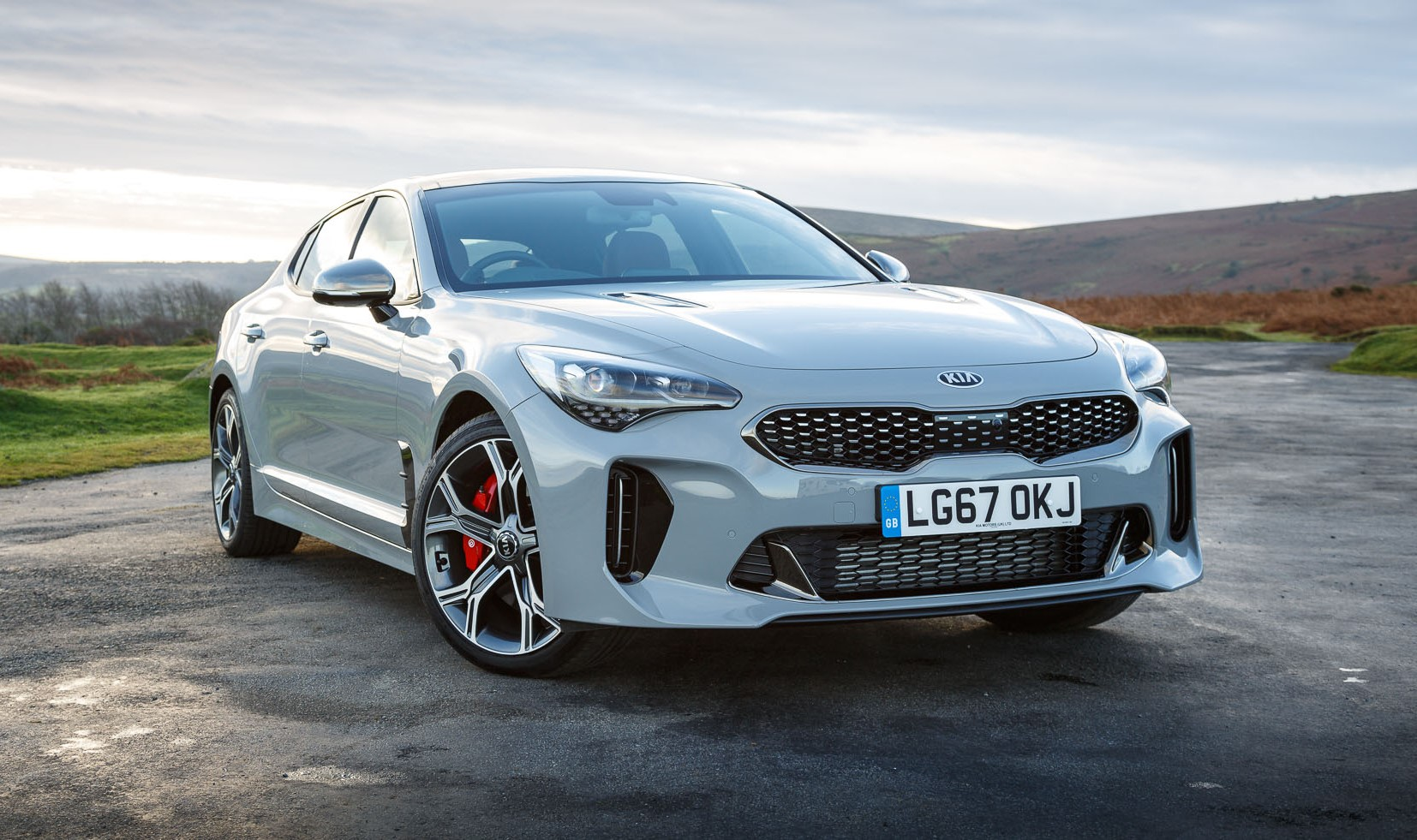
Kia Stinger GTS

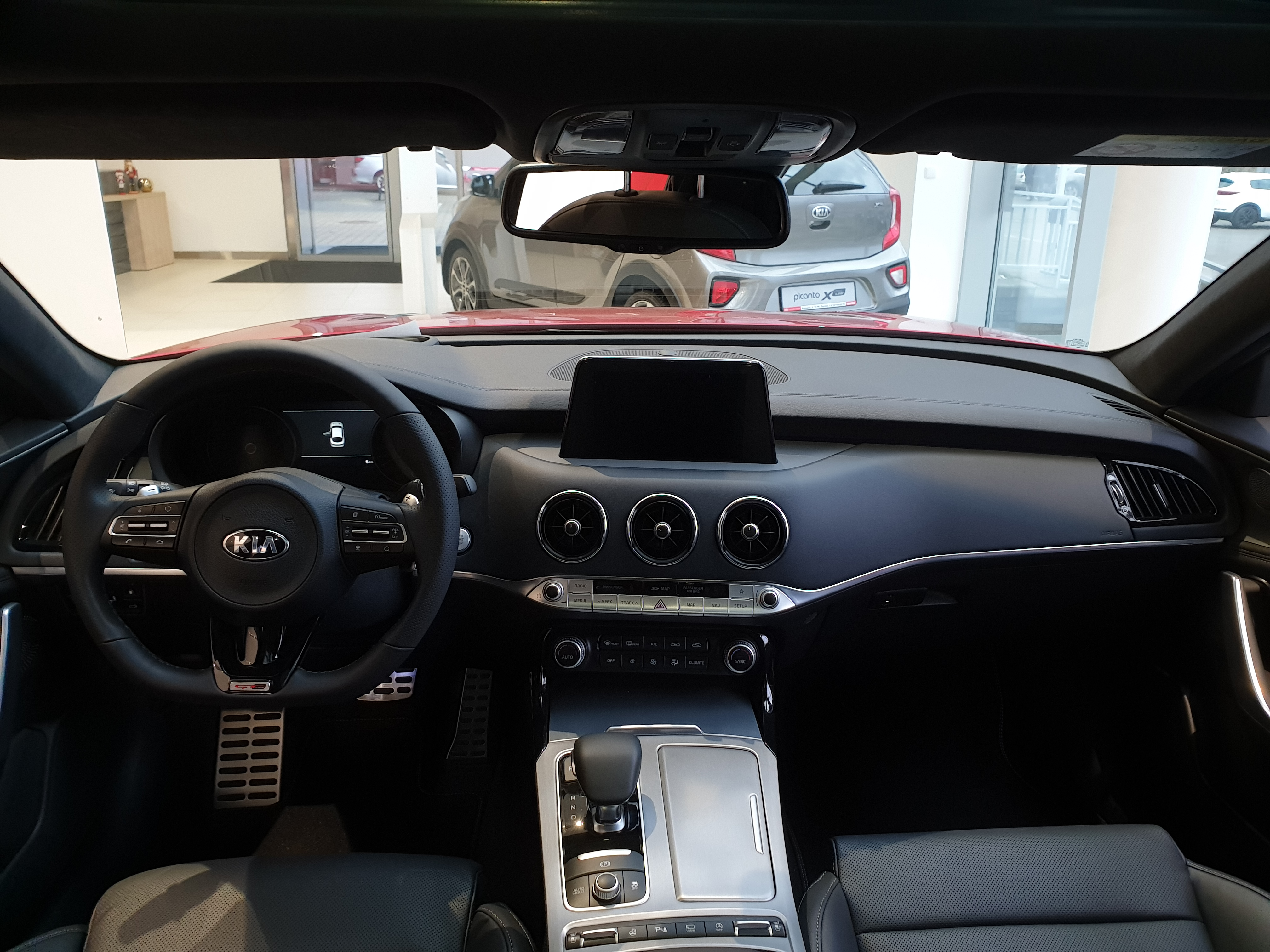
Kia Stinger – wnętrze

### Sprzedaż
Kia Stinger powstała jako samochód o globalnym zasięgu rynkowym, trafiając do sprzedaży m.in. w Korei Południowej, Stanach Zjednoczonych, Europie, Rosji i krajach WNP czy Australii. Samochód odegrał rolę niszowego produktu w gamie, trafiając do niskowolumenowej produkcji. Pomimo tego, ogólna popularność już w październiku 2018 skłoniła Kię do określenia dalszej przyszłości modelu jako niepewnej, wskazując nieduże szanse na powstanie następcy. Niezadowalające producenta wyniki sprzedażowe skłoniły do zajęcia podobnego stanowiska także jesienią 2020 roku, by latem pojawiły się informacje o zakończeniu produkcji Stingera z końcem 2022 roku bez przewidzianego następcy. Ostatecznie, definitywny koniec produkcji Kii Stinger wyznaczony został na kwiecień 2023, bez planów bezpośredniego następcy. Rolę zaawansowanego technicznie, topowego modelu o sportowej charakterystyce przejął w gamie w pełni elektryczny model EV6 GT.

### Wyposażenie
- L
- XL
- GT Line
- GT

Podstawowa wersja L pojazdu standardowo wyposażona jest m.in. w system ABS, BAS, ESC, system automatycznie uruchamiający światła awaryjne na wypadek gwałtownego hamowania, HAC, system Driver Attention Alert (DAA), który informuje o zmęczeniu kierowcy lub o znużeniu jazdą oraz system Forward Collision Assistance (FCA), który może wykryć potencjalne zderzenie z innym pojazdem lub pieszym i doprowadzi do zatrzymania pojazdu, a także system Advanced Smart Curise Control (ASCC) odpowiadający za utrzymanie zadanej odległości przez poprzedzającym go pojazdem oraz system Lane Keeping Assist (LKA) aktywnie monitorujący tor jazdy i ostrzegający kierowcę sygnałem dźwiękowym o niezamierzonej zmianie pasa ruchu oraz podpowiadający obrót kierownicy we właściwym kierunku, 7 poduszek powietrznych, elektryczne sterowanie szyb, elektryczne sterowanie lusterek, system autonomicznego hamowania z trzema trybami pracy, reflektory przednie typu projekcyjnego ze światłami do jazdy dziennej wykonanymi w technologii LED, lampy tylne wykonane w technologii LED, czujniki parkowania, dwustrefową klimatyzację automatyczną, system nawigacji satelitarnej z kamerą cofania oraz 7-calowym ekranem dotykowym, tuner cyfrowy DAB, elektrycznie regulowane siedzenia przednie w 8 płaszczyznach, system bezkluczykowy, podgrzewane koło kierownicy oraz fotele przednie, a także 18-calowe aluminiowe felgi i składane lusterka zewnętrzne z wbudowanymi kierunkowskazami oraz oświetleniem podłoża, a także tapicerkę ze skóry ekologicznej i czujnik deszczu.
Bogatsza wersja XL dodatkowo wyposażona jest m.in. w wentylowane przednie fotele, podgrzewaną tylną kanapę, elektryczną czterokierunkową regulację odcinka lędźwiowego foteli przednich, elektrycznie regulowaną kolumnę kierownicy, funkcję pamięci dla ustawień fotela kierowcy, lusterek zewnętrznych oraz kierownicy, wyświetlacz HUD oraz skórzaną tapicerkę.
Wersja GT Line wyposażona została dodatkowo w system dynamicznego doświetlania zakrętów, tylne kierunkowskazy wykonane w technologii LED, funkcję automatycznego otwierania pokrywy bagażnika, fotochromatyczne lusterka zewnętrzne, fotel kierowcy z funkcją wysuwanego podparcia pod uda, rozbudowany system nawigacji satelitarnej z 720-watowym systemem audio firmy Harman&Kardon z umieszczonym pod siedzeniami subwooferem oraz 8-calowym ekranem dotykowym, a także mechanizm różnicowy o ograniczonym poślizgu i 19-calowe alufelgi.
Najbogatsza wersja GT wyposażona dodatkowo jest m.in. w aktywny układ kierowniczy o zmiennym przełożeniu, stały napęd na cztery koła z elektronicznym rozdziałem momentu obrotowego, elektroniczne sterowane z dynamiczną kontrolą twardości sportowe zawieszenie, sportowy układ hamulcowy firmy Brembo, procedurę szybkiego startu oraz indukcyjną ładowarkę do telefonu.
Opcjonalnie pojazd doposażyć można m.in. w szklany panoramiczny dach sterowany elektrycznie z elektrycznie regulowaną roletą, system audio firmy Harman&Kardon, system monitorowania martwego pola w lusterkach, system monitorowania ruchu pojazdów podczas cofania oraz system monitowania otoczenia pojazdu, a także system ratunkowy Kia Safety System

### Dane techniczne
| Silnik                | Pojemność skokowa [cm³] | Typ silnika        | Moc maksymalna [KM] przy obr./min | Maks. moment obrotowy [Nm] przy obr./min | Stopień sprężania  | Średnica cylindra x skok tłoka [mm] | Przyspieszenie 0–100 km/h [s] | Prędkość maks. [km/h] |                    |
| Silniki benzynowe:    | Silniki benzynowe:      | Silniki benzynowe: | Silniki benzynowe:                | Silniki benzynowe:                       | Silniki benzynowe: | Silniki benzynowe:                  | Silniki benzynowe:            | Silniki benzynowe:    | Silniki benzynowe: |
| --------------------- | ----------------------- | ------------------ | --------------------------------- | ---------------------------------------- | ------------------ | ----------------------------------- | ----------------------------- | --------------------- | ------------------ |
| 2.0 T-GDI             | 1998                    | R4 DOHC            | 255 /6200                         | 350/1400-4000                            | 10:1               | 86 × 86                             | 6,0                           | 240                   |                    |
| 2.5                   | 2497                    | R4 DOHC            | 304 /5800                         | 350/1400-4000353/1650–                   | 10:1               | 88.5 x 101.5                        | 5.6                           | b.d                   |                    |
| 3.3 T-GDI BI-Turbo    | 3342                    | V6 DOHC            | 370 /6000                         | 510/1300-4500                            | 10:1               | 92 × 83,8                           | 4.9                           | 270                   |                    |
|                       |                         |                    |                                   |                                          |                    |                                     |                               |                       |                    |
| Silniki wysokoprężne: |                         |                    |                                   |                                          |                    |                                     |                               |                       |                    |
| 2.2 CRDi              | 2199                    | R4 DOHC            | 200 /3800                         | 440/1750-2750                            | 16:1               | 85,4 × 96                           | 7,6                           | 230                   |                    |

(...) – Dane z filtrem GPF.

## Wykorzystanie

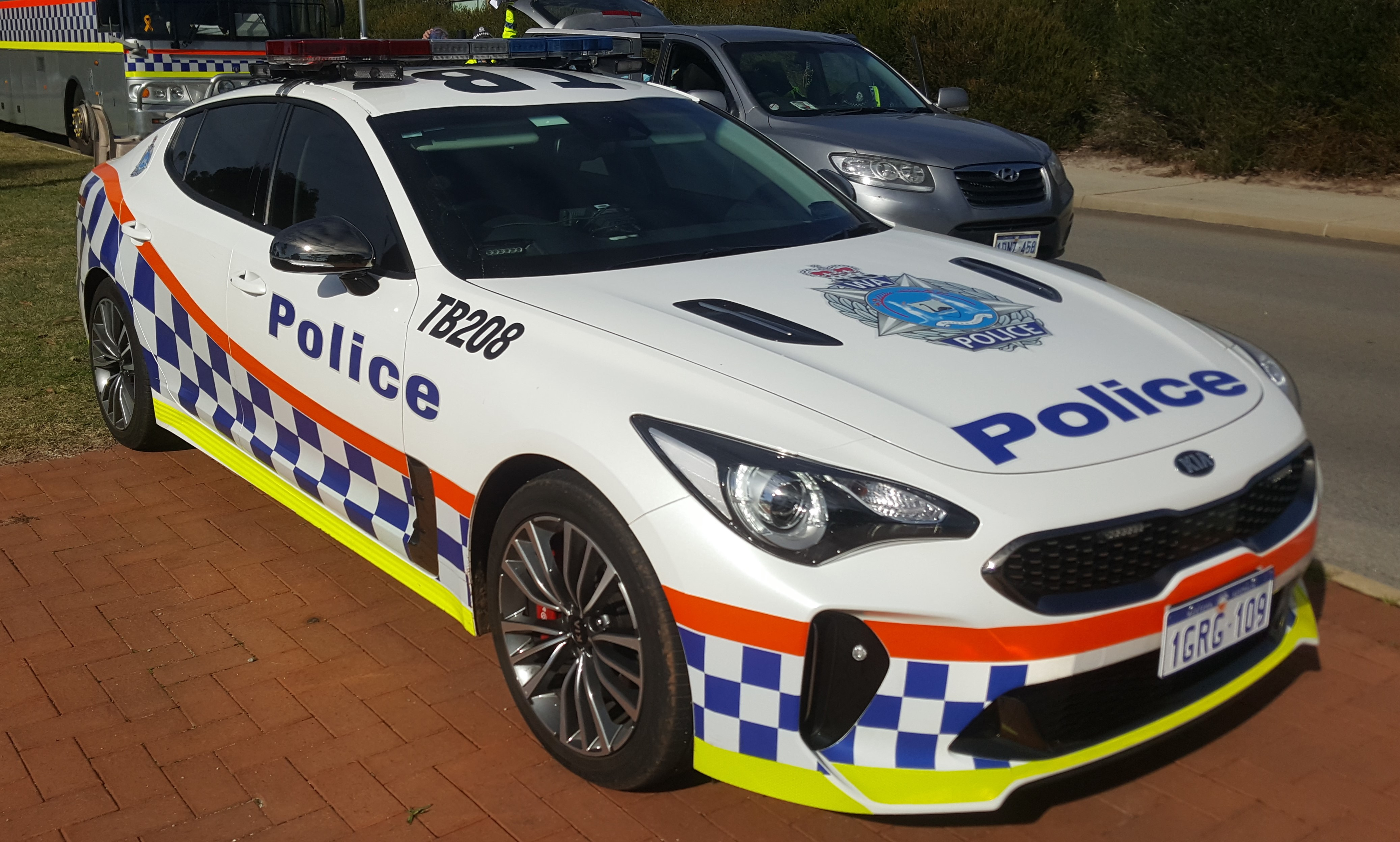
Kia Stinger jako radiowóz australijskiej policji z Perth

- 24 października 2017 europejski oddział Kii ogłosił, iż oficjalnym ambasadorem modelu Stinger zostanie hiszpański tenisista Rafael Nadal. Samochód przekazano oficjalnie sportowcowi przy jego rodzinnym domu na Majorce. Nadal będzie poruszać się modelem o napędzie na cztery koła z podwójnie doładowanym silnikiem V6 o mocy 370 KM. Partnerstwo Kii z tenisistą sięga roku 2004, kiedy to stał się on twarzą firmy w kampaniach marketingowych w hiszpańskiej telewizji i prasie. Dwa lata później, w roku 2006, został globalnym ambasadorem marki[18].

- We wrześniu 2018 roku australijska policja ze stanu Australia Zachodnia zakupiła 50 egzemplarzy specjalnie zmodyfikowanych Kii Stinger, rozpoczynając ich użytkowanie jako radiowozy[19]. W marcu 2019 roku na ten sam krok zdecydowała się policja ze stanu Queensland, zastępując flotę Fordów Falconów i Holdenów Commodore 54 sztukami Stingerów[20].

- W listopadzie 2018 roku grupa „SPEED” wchodząca w skład polskiej policji zakupiła kilkanaście sztuk zarówno oznakowanych, jak i nieoznakowanych radiowozów Kii Stinger[21]. Do dyspozycji funkcjonariuszy trafił egzemplarz z 366-konnym silnikiem V6[22].